# 雨降り滝
雨降り滝（あめふりたき）は福島県会津若松市東山町湯本の東山温泉にある滝で、東山四大滝の一つ。
阿賀野川の支流である湯川に掛かる。高さ約10メートル、幅16メートル。36段ともいわれる大石に水が砕け飛び、あたかも雨のように見えることからこの名がある。
付近には柱状節理が見事な傘岩（からかさいわ）がある。